# Алмалы (Восточно-Казахстанская область)
Алмалы — упразднённое село в Зайсанском районе Восточно-Казахстанской области Казахстана. Входило в состав Зайсанской городской администрации. Ликвидировано в 2009 г.

## Население
В 1999 году население села составляло 59 человек (30 мужчин и 29 женщин). По данным переписи 2009 года, в селе проживало 27 человек (13 мужчин и 14 женщин).